# لويز ألبريتون
لويز ألبريتون (بالإنجليزية: Louise Allbritton)‏ هي ممثلة أمريكية، ولدت في 3 يوليو 1920 بأوكلاهوما سيتي في الولايات المتحدة، وتوفيت في 16 فبراير 1979 بالمكسيك.

## وصلات خارجية
- لويز ألبريتون على موقع IMDb (الإنجليزية)
- لويز ألبريتون على موقع إن إن دي بي (الإنجليزية)
- لويز ألبريتون على موقع قاعدة بيانات الفيلم (الإنجليزية)